# Valerie (Lied)
Valerie ist ein Lied der britischen Rockband The Zutons, das im Juni 2006 erschien. Bekanntheit erlangte das Lied auch im Folgejahr als Coverversion von Mark Ronson und Amy Winehouse.

## Entstehung und Veröffentlichung
Das Lied wurde gemeinsam von den Zutons-Mitgliedern Boyan Chowdhury, Abi Harding, Dave McCabe, Sean Payne und Russell Pritchard getextet beziehungsweise komponiert. Für die Produktion zeichnete Stephen Street verantwortlich.
Die Erstveröffentlichung von Valerie erfolgte am 10. April 2006 bei Deltasonic, als Teil von Zutons’ zweiten Studioalbum Tired of Hanging Around. Am Juni 2006 desselben Jahres erschien das Lied als Singleauskopplung aus dem Album. Diese erschien als 2-Track-CD-Single sowie zum Download mit der B-Seite Get Up And Dance (Katalognummer: DLT047).

## Inhalt
Valerie handelt von einer wahren Begebenheit, die Bandmitglied McCabe mit einer Visagistin namens Valerie erlebte. Der Text sei eine Art musikalischer Brief, in der McCabe ihr mitteile, dass es ihm schlecht geht und sie ihn besuchen soll.

## Kommerzieller Erfolg

### Chartplatzierungen
| ChartsChartplatzierungen     | Höchstplatzierung | Wochen |
| ---------------------------- | ----------------- | ------ |
| Vereinigtes Königreich (OCC) | 9 (21 Wo.)        | 21     |

| ChartsJahrescharts (2006)    | Platzierung |
| ---------------------------- | ----------- |
| Vereinigtes Königreich (OCC) | 68          |

### Auszeichnungen für Musikverkäufe
| Land/Region                  | Auszeichnungen für Musikverkäufe (Land/Region, Auszeichnung, Verkäufe) | Verkäufe |
| ---------------------------- | ---------------------------------------------------------------------- | -------- |
| Vereinigtes Königreich (BPI) | Gold                                                                   | 400.000  |
| Insgesamt                    | 1× Gold ·                                                              | 400.000  |

## Coverversionen

### Mark Ronson feat. Amy Winehouse

#### Entstehung und Veröffentlichung
Im Jahr 2007 erschien eine Coverversion zu Valerie vom britischen Musikproduzenten Mark Ronson, der gesanglich von Amy Winehouse unterstützt wurde. Diese Version blieb weitgehend unbearbeitet, sodass die fünf Mitglieder der Zutons auch alleinige Urheber hiervon sind. Für die Produktion zeichnete Ronson selbst verantwortlich.
Die Erstveröffentlichung dieser Version erfolgte am 14. April 2007 bei Columbia Records, als Teil von Ronsons zweiten Studioalbum Version. Am 15. August 2007 erschien das Lied als Singleauskopplung aus dem Album. Diese erschien in verschiedenen Ausführungen auf CD sowie zum Download, darunter auch als 10″-Single, die zwei Remixe umfasst. Um das Lied zu bewerben, erschien unter anderem ein Musikvideo unter der Regie von Robert Hales.

#### Kommerzieller Erfolg

##### Chartplatzierungen
| ChartsChartplatzierungen     | Höchstplatzierung | Wochen |
| ---------------------------- | ----------------- | ------ |
| Deutschland (GfK)            | 3 (43 Wo.)        | 43     |
| Österreich (Ö3)              | 5 (31 Wo.)        | 31     |
| Schweiz (IFPI)               | 4 (41 Wo.)        | 41     |
| Vereinigtes Königreich (OCC) | 2 (50 Wo.)        | 50     |

| ChartsJahrescharts (2007)    | Platzierung |
| ---------------------------- | ----------- |
| Vereinigtes Königreich (OCC) | 9           |

| ChartsJahrescharts (2008)    | Platzierung |
| ---------------------------- | ----------- |
| Deutschland (GfK)            | 14          |
| Österreich (Ö3)              | 19          |
| Schweiz (IFPI)               | 41          |
| Vereinigtes Königreich (OCC) | 61          |

##### Auszeichnungen für Musikverkäufe
| Land/Region                  | Auszeichnungen für Musikverkäufe (Land/Region, Auszeichnung, Verkäufe) | Verkäufe  |
| ---------------------------- | ---------------------------------------------------------------------- | --------- |
| Australien (ARIA)            | 3× Platin                                                              | 210.000   |
| Deutschland (BVMI)           | Platin                                                                 | 300.000   |
| Italien (FIMI)               | Gold                                                                   | 50.000    |
| Neuseeland (RMNZ)            | 6× Platin                                                              | 180.000   |
| Spanien (Promusicae)         | Platin                                                                 | 60.000    |
| Vereinigtes Königreich (BPI) | 4× Platin                                                              | 2.400.000 |
| Insgesamt                    | 1× Gold · 15× Platin ·                                                 | 3.200.000 |

Hauptartikel: Amy Winehouse/Auszeichnungen für Musikverkäufe

### Amy Winehouse
Im Jahr 2007 erschien darüber hinaus auch eine Solo-Coverversion von Winehouse bei Island Records. Diese erschien auf der „Enhanced Version“ von Winehouses zweiten Studioalbum Back to Black am 30. April 2007 (Katalognummer: 173 232 5).

#### Kommerzieller Erfolg

##### Chartplatzierungen
| ChartsChartplatzierungen     | Höchstplatzierung | Wochen |
| ---------------------------- | ----------------- | ------ |
| Deutschland (GfK)            | 48 (18 Wo.)       | 18     |
| Österreich (Ö3)              | 35 (29 Wo.)       | 29     |
| Schweiz (IFPI)               | 44 (2 Wo.)        | 2      |
| Vereinigtes Königreich (OCC) | 37 (22 Wo.)       | 22     |

##### Auszeichnungen für Musikverkäufe
| Land/Region                  | Auszeichnungen für Musikverkäufe (Land/Region, Auszeichnung, Verkäufe) | Verkäufe |
| ---------------------------- | ---------------------------------------------------------------------- | -------- |
| Brasilien (PMB)              | Platin                                                                 | 60.000   |
| Italien (FIMI)               | Gold                                                                   | 25.000   |
| Neuseeland (RMNZ)            | 2× Platin                                                              | 60.000   |
| Spanien (Promusicae)         | Platin                                                                 | 60.000   |
| Vereinigtes Königreich (BPI) | Platin                                                                 | 600.000  |
| Insgesamt                    | 1× Gold · 5× Platin ·                                                  | 805.000  |

Hauptartikel: Amy Winehouse/Auszeichnungen für Musikverkäufe